# Dorothea von Velen
Dorothea von Velen, född 17 april 1670, död 21 augusti 1732, var en tysk politisk aktör och memoarskrivare. Hon var mätress till kurfurst Johan Vilhelm av Pfalz.

## Biografi
Dorothea von Velen tillhörde en fattig adelsfamilj i Berg och lärde känna Johan Vilhelm när hon blev hovdam hos hans gemål Anna Maria Lovisa av Medici. Hon utövade inflytande över Johan Vilhelms politik och arbetade för religiös tolerans och jämlikhet mellan könen. Hon övertalade kurfursten att utfärda religionsfrihet genom Religionsdeklaration 1705, och fick lagen om den äkta makens förmynderskap över sin hustru upphävd 1707. Hon försökte också övertala kurfursten att tillåta kvinnor att ta ut skilsmässa, dock utan framgång. 
Hon gifte sig 1711 med Otto Alexander von Velen, fogde i Seltz, med vilken hon skall ha haft en lycklig relation. Hon behöll sin ställning som mätress fram till Johan Vilhelms död 1716, då dennes bror och efterträdare, Karl III Filip av Pfalz, lät förvisa henne. Hon försvann, vilket tilldrog sig stor uppmärksamhet i det dåtida Europa. Hon visade sig återigen offentligt i Amsterdam 1717 och publicerade då sina memoarer. Memoarerna uppfattades som en svartmålning av Karl Filip, som drog in hennes pension. Hon avled utfattig i dysenteri.